# Alexander Wladimirowitsch Rjasanzew (Eishockeyspieler)
Alexander Wladimirowitsch Rjasanzew (russisch Александр Владимирович Рязанцев; * 15. März 1980 in Moskau, Russische SFSR) ist ein russischer Eishockeyspieler, der zuletzt bei Amur Chabarowsk in der Kontinentalen Hockey-Liga unter Vertrag stand.

## Karriere
Alexander Rjasanzew begann seine Karriere als Eishockeyspieler in der Jugend des HK Spartak Moskau, für dessen Profimannschaft er in der Saison 1996/97 sein Debüt in der russischen Superliga gab. 1997 wurde er vom Titan Collège Français de Laval beim CHL Import Draft in der zweiten Runde an insgesamt 58. Position gezogen. Anschließend wechselte er nach Nordamerika, wo er zunächst drei Jahre lang für die Tigres de Victoriaville in der kanadischen Top-Juniorenliga Ligue de hockey junior majeur du Québec auflief. In diesem Zeitraum wurde er im NHL Entry Draft 1998 in der sechsten Runde als insgesamt 167. Spieler von der Colorado Avalanche ausgewählt. Von 1998 bis 2003 stand der Russe für Colorados Farmteam aus der American Hockey League, die Hershey Bears, auf dem Eis. Die Saison 2002/03 beendete er bei deren Ligarivalen Milwaukee Admirals. 
Im Sommer 2003 kehrte der Verteidiger, während seine Transferrechte in der NHL in einem Tausch mit Mike Farrell an die Washington Capitals übergingen, in seine russische Heimat zurück, in der er zunächst zwei Jahre lang für Lokomotive Jaroslawl auflief. Anschließend erhielt er einen Vertrag beim amtierenden russischen Meister HK Dynamo Moskau, mit dem er 2006 den IIHF European Champions Cup gewann. Im Finale setzte er sich mit seiner Mannschaft gegen Kärpät Oulu aus der finnischen SM-liiga durch. Nach nur einer Spielzeit verließ Rjasanzew die Hauptstädter bereits wieder und schloss sich dem SKA Sankt Petersburg an. Nachdem der Linksschütze auch die Saison 2008/09 in der neu gegründeten Kontinentalen Hockey-Liga in Sankt Petersburg begonnen hatte, wurde er wenige Tage nach dem Saisonstart von deren Ligarivalen HK Awangard Omsk verpflichtet. Die Saison 2009/10 verbrachte er bei Witjas Tschechow. Im Oktober 2010 wurde er von Awtomobilist Jekaterinburg unter Vertrag genommen. Im Januar 2011 wurde Rjasanzew von Salawat Julajew Ufa verpflichtet und gewann mit Salawat am Saisonende die Meisterschaft der KHL.
Im Mai 2011 wechselte Rjasanzew innerhalb der KHL zum HK Traktor Tscheljabinsk, ein Jahr später zu Sewerstal Tscherepowez. Im Juni 2013 tauschte ihn das Management von Sewerstal gegen Nikolai Buschujew vom HK Spartak Moskau, so dass er nach vielen Jahren wieder zu seinem Heimatverein wechselte. Wenige Wochen nach Saisonstart wurde er im Tausch gegen ein Wahlrecht für den KHL Junior Draft 2015 an den HK Dynamo Moskau abgegeben.
Ab Juli 2014 stand Rjasanzew bei Neftechimik Nischnekamsk unter Vertrag, wurde jedoch erneut wenige Wochen nach Saisonstart im Tausch gegen ein Wahlrecht für den KHL Junior Draft 2015 an Amur Chabarowsk transferiert.

### International
Für Russland nahm Rjasanzew an der U18-Europameisterschaft 1998, den U20-Junioren-Weltmeisterschaften 1999 und 2000, sowie der Weltmeisterschaft 2005 teil.

## Erfolge und Auszeichnungen
- 2006 IIHF-European-Champions-Cup-Gewinn mit dem HK Dynamo Moskau
- 2011 Gagarin-Pokal-Gewinn mit Salawat Julajew Ufa
- 2011 KHL-Verteidiger des Monats November
- 2012 KHL All-Star Game

### International
- 1998 Bronzemedaille bei der U18-Europameisterschaft
- 1999 Goldmedaille bei der U20-Junioren-Weltmeisterschaft
- 2000 Silbermedaille bei der U20-Junioren-Weltmeisterschaft
- 2000 All-Star-Team der U20-Junioren-Weltmeisterschaft
- 2000 Bester Verteidiger der U20-Junioren-Weltmeisterschaft
- 2005 Bronzemedaille bei der Weltmeisterschaft

## Karrierestatistik

### International
(Legende zur Spielerstatistik: Sp oder GP = absolvierte Spiele; T oder G = erzielte Tore; V oder A = erzielte Assists; Pkt oder Pts = erzielte Scorerpunkte; SM oder PIM = erhaltene Strafminuten; +/− = Plus/Minus-Bilanz; PP = erzielte Überzahltore; SH = erzielte Unterzahltore; GW = erzielte Siegtore; 1 Play-downs/Relegation; Kursiv: Statistik nicht vollständig)